# Natrotantite
La natrotantite è un minerale.